# 小花下
小花下（しょうけげ）は、649年から664年まで日本で用いられた冠位である。小華下とも書く。19階のうち上から数えて10番目で、小花上の下、大山上の上にあたる。
大化5年（649年）2月の冠位19階の制で設けられた。かつての小錦を小花上と小花下に分割したうちの一つである。天智天皇3年（664年）2月の冠位26階の制では小花という呼び方を小錦に戻した上で、小錦上、小錦中、小錦下に3分した。
『日本書紀』にこの位で見える人物には、大化5年（649年）に新羅に遣わされた三輪色夫、白雉5年（654年）に唐から帰国して昇進した吉士長丹、斉明天皇3年（659年）頃に百済から帰国した阿曇頬垂、斉明天皇7年（661年）に前将軍になった河辺百枝がいる。
また、『続日本紀』には、蘇我安麻呂が少納言小花下とあるが、安麻呂はこの冠位の廃止後、天智天皇10年（671年）に大海人皇子（後の天武天皇）に助言している。